# Per Wästberg
Per Erik Wästberg (20 de noviembre de 1933) es un escritor sueco y miembro de la Academia Sueca desde entonces 1997.
Wästberg nació en Estocolmo, hijo del matrimonio formado por Erik Wästberg y Greta Wästberg (de soltera Hirsch), y posee un grado en literatura de la Universidad de Upsala. Fue el editor jefe del mayor periódico de Suecia, Dagens Nyheter, entre los años 1976 y 1982, y ha sido un colaborador en este desde 1953. Es el hermano mayor de Olle Wästberg.

## Trabajos en la política
Wästberg ha llevado a cabo varias campañas por los derechos humanos. Fue presidente del PEN Club Internacional de 1979 a 1986 y fundador de la sección sueca de Amnistía Internacional en 1963. En relación con esto, Wästberg se involucró en el movimiento anticolonial. Participó de manera bastante activa en la lucha contra el apartheid en Sudáfrica, donde él y Nadine Gordimer se hicieron amigos cercanos.
Fue expulsado por el gobierno en Rodesia en 1959 y, tras la publicación de su libro contra el apartheid, På Svarta Listan (En la Lista Negra), en 1960, se le prohibió entrar tanto en Rodesia como en Sudáfrica. Regresó a esta únicamente en 1990, tras la liberación de Nelson Mandela.

## Lista de obras publicadas

### Novelas
- Pojke med såpbubblor (El niño con burbujas de jabón) (1949)
- Ett gammalt skuggspel (Un viejo juego de sombras) (1952)
- Halva kungariket (Medio reino) (1955)
- Arvtagaren (El heredero) (1958)
- Vattenslottet (Castillo de agua) (1968)
- Luftburen (Jaula de aire) (1969)
- Jordmånen (Suelo) (1972)
- Eldens skugga (La sombra del fuego) (1986)
- Bergets källa (La fuente de la montaña) (1987)
- Ljusets hjärta (El corazón de luz) (1991)
- Vindens låga (La llama del viento) (1993)

### Poesía
- Tio atmosfärer (Diez atmósferas) (1963)
- Enkel resa (Viaje sencillo) (1964)
- En avlägsen likhet (Una semejanza distante) (1983)
- Frusna tillgångar (Activos congelados) (1990)
- Förtöjningar (Amarres) (1995)
- Tre rader (Tres filas) (1998)
- Raderingar (Supresiones) (1999)
- Fortifikationer (Fortificaciones) (2001)
- Tillbaka i tid (Volver en el tiempo) (2004)

### Sobre África y el Tercer Mundo
- Förbjudet område (Área prohibida) (1960)
- På svarta listan (En la lista negra) (1960)
- Afrika berättar (África relata) (1961)
- Afrika – ett uppdrag (África – Una misión) (1976)
- I Sydafrika – resan till friheten (En Sudáfrica – viaje hacia la libertad) (1995)
- Modern afrikansk litteratur  (Literatura africana moderna) (1969)
- Afrikansk poesi (Poseía africana) (1971)
- Resor, intervjuver, porträtt, politiska analyzer från en långvarig vistelse i Sydafrika (Viaje, entrevista, retrato, análisis políticos de un residente de Sudáfrica) (1994)

### Biografías y ensayos
- Ernst och Mimmi, biografi genom brev (Ernst y Mimi, biografía epistolar) (1964)
- Alice och Hjördis Två systrar (Alice y Hjördis, dos hermanas) (1994)
- En dag på världsmarknaden (Un día en el mercado mundial) (1967)
- Berättarens ögonblick (El momento del narrador) (1977)
- Obestämda artiklar (Artículos indeterminados) (1981)
- Bestämda artiklar (Artículos definidos) (1982)
- Frukost med Gerard (Desayuno con Gerard) (1992)
- Lovtal (Ley) (1996)
- Ung mans dagbok (Diario de los jóvenes) (1996)
- Ung författares dagbok (Diario de un autor joven) (1997)
- Duvdrottningen (1998)
- Edith Whartons hemliga trädgård (El jardín secreto de Edith Whartons) (2000)
- Övergångsställen (Puntos de cruce) (2002)
- Ute i livet: en memoar (1980–1994) (Fuera de la vida: memoria) (2012)
- Gustaf Adolf Lysholm: diktare, drömmare, servitör – en biografi (Gustaf Adolf Lysholm: poeta, soñador, camarero – biografía) (2013)
- Per Wästbergs Stockholm (El Estocolmo de Per Wästberg) (2013)
- Lovord (Promesa) (2014)
- Erik och Margot: en kärlekshistoria (Erik y Margot: una historia de amor) (2014)
- Mellanblad (Entre hojas) (2015)

### En inglés
- The case against Portugal – Angola and Mozambique (El caso contra Portugal – Angola y Mozambique) (con Anders Ehnmark, 1965)
- Assignments in Africa (Asignaciones en África) (1986)